# Euphylidorea nigrogeniculata
Euphylidorea nigrogeniculata is een tweevleugelige uit de familie steltmuggen (Limoniidae). De soort komt voor in het Nearctisch gebied.